# Beretta Cx4 Storm
Beretta Cx4 Storm je poluautomatski karabin namijenjen sportskom gađanju, osobnoj obrani te službama za provođenje zakona. Proizvodi ga talijanska industrija oružja Beretta te je kompatibilan s okvirima Berettinih modela pištolja 92/96, Px4 Storm i Cougar a samim time koristi pištoljsko streljivo kalibra 9×19mm Parabellum, 9×21 IMI, .40 S&W i .45 ACP. Riječ je o oružju vrlo modernog dizajna i veoma lakog rukovanja. Na njegovoj izradi široko je primijenjen tehnopolimer koji je omogućio da se izradi veoma lak i tehnički napredan karabin.
Beretta Cx4 Storm je civilna inačica vojnog modela Beretta Mx4 Storm.

## Povijest
Talijanska tvornica oružja Beretta je početkom prosinca 2002. godine na streljačkom poligonu Santa Severa predstavila svoj novi poluautomatski karabin Cx4 Storm. Oružje je predstavljeno talijanskim vojnim i policijskim snagama te novinarima časopisa o oružju. Radilo se o prvom karabinu te vrste namijenjenom policiji ali i vojsci u mirovnim misijama.
Beretta je duže vrijeme pažljivo analizirala pravce razvoja individualnog oružja i oružja za vatrenu podršku NATO-a koja su se koristila do tog vremena (karabini, automati i oružja osobne obrane) kao i onog koje je tek trebalo ući u operativnu upotrebu. Policijske snage obično najviše koriste pištolje, automate i sačmarice u čemu posljednje dvije kategorije zahtijevaju odličnu obučenost u gađanju. Strojnice je teško kontrolirati pri automatskoj paljbi dok sačmarice stvaraju veliki trzaj. Zbog toga je Berettin primarni cilj bio da konstruira oružje koje će koristiti pištoljsko streljivo, biti lako za uporabu te omogućiti gađanje na velike udaljenosti. Tako je nakon dvije godine projektiranja proizveden poluautomatski karabin koji koristi pištoljsko streljivo. Nova Beretta Cx4 Storm tako ovisno o modelu može koristiti četiri različite vrste pištoljskog streljivo i to: 9×19 mm Parabellum, 9×21 mm IMI, .40 S&W i .45 ACP.
Na stvaranju oružja modernih linija i jedinstvenog izgleda sudjelovao je i čuveni talijanski dizajner Giorgetto Giugiaro.

## Tehničke karakteristike
Dužina oružja iznosi 755 mm a same cijevi 422,5 mm. Cijev je izrađena od čelika visoke izdržljivosti, hladno je kovana i kromirana iznutra te garantira visoku preciznost. Korisnik može povećati komfor i preciznost gađanja korištenjem podešavajućeg umetka od gume na zadnjem dijelu kundaka. Pri izradi karabina korišten je tehnopolimer koji smanjuje težinu nemetalnih dijelova oružja. Pištoljski rukohvat i veliki prednji rukohvat omogućavaju odlično ležanje oružja u ruci.
Usprkos brojnim mogućnostima postavljanja raznih pomoćnih nišanskih sprava, Storm se nije odrekao klasičnih standardnih ciljnika s podesivom štapičastom mušicom. Zadnji ciljnik je preklopni diopterski s dvije pozicije (50 i 100 metara) dok prednji ciljnik može biti podešavajući kako u elevaciji tako i u derivaciji. Mehanički ciljnici nalaze se visoko iznad sanduka ali mana je ta što je zadnji ciljnik blizu oka strijelca. Zbog toga strijelac mora malo pomaknuti glavu unazad. Druga mana je i kratka ciljnička linija od svega 327 mm što znači da svaki nedovoljno nišanjen hitac ima veliko odstupanje.
Okviri sa streljivom ubacuju se u pištoljski rukohvat a karabin je kompatibilan s okvirima nekih Berettinih pištolja. Tako može koristiti okvire od modela 92/96 kapaciteta 15 i 20 metaka pri čemu potonji okvir malo strši iz rukohvata. Riječ je o streljivu kalibra 9×19 mm Parabellum. Od ostalih okvira odnosno streljiva, Cx4 Storm može koristiti 9×21 mm IMI (15 metaka u okviru), .40 S&W (11 metaka) i .45 ACP (8 metaka). Važno je napomenuti da okvir nije u direktnom kontaktu s rukohvatom već se ubacuje u jedno kućište okvira koje omogućuje da u rukohvat uđu različiti tipovi okvira.
Rasklapanje Cx4 Storm je vrlo jednostavno. Dovoljno je pritisnuti dugme kojim se odvaja donji dio oružja koji uključuje kundak i sanduk mehanizma za opaljenje, od gornjeg dijela formiranog od obloge cijevi, cijevi i zatvarača. Jednostavnost rasklapanja zatvarača pojednostavljuje čišćenje ali i mogućnost brzog prilagođavanja oružja za potrebe ljevorukih strijelaca. Otvor za izbacivanje čahura, poluga za zapinjanje, dugme zadrživaća okvira i kočnica mogu se brzo, za nekoliko minuta, preraditi za ljevorukog strijelca bez upotrebe alata.
Osim manualne kočnice, Cx4 je opremljen i sigurnosnim sustavom koji blokira zatvarač u slučaju jakih udaraca, automatskom kočnicom na udarnoj igli koja se dezaktivira samo kada se obarač stisne do kraja te jednim dispozitivom koji zabranjuje otkačivanje cijevi. Pri promjeni iz jednog kalibra u drugi, dovoljno je samo zamijeniti cijevi, udarnu iglu i okvir da bi se Cx4 adaptirala novom kalibru.
Oružje je opremljeno Picatinny šinama koje su veoma popularne na američkom civilnom tržištu.

## Tragedija
13. rujna 2006. u montréalskom koledžu Dawson dogodila se tragedija kada je Kimveer Gill ubio jednog a ranio 19 studenata da bi naposljetku presudio i sebi. Sam napadač je kao primarnu oružje koristio Berettu Cx4 Storm koju je legalno nabavio. Nakon te nesreće, u Kanadi je zabranjen Cx4 kao i svi poluautomatski karabini. Paradoksalno, nakon te nesreće porasla je prodaja oružja u zemlji.

## Korisnici
- Libija: 1.900 karabina naručeno je prije početka građanskog rata u Libiji 2011. godine.[5][6]
- SAD: policijska akademija College of William and Mary odabrala je Cx4 za obuku budućih policajaca.[7] Šerifov ured u okrugu Albany (savezna država New York) također je odabrao Cx4 koji koristi streljivo kalibra .40 S&W.[8]
- Venezuela: Comando Nacional de la Guardia del Pueblo.[9][10][11]

## Vanjske poveznice
- Zrno.ba - Poluautomatski karabin BERETTA Cx4 STORM[neaktivna poveznica]
- Beretta Web.com - CX4 Storm 9mm, .40S&W and .45ACP SD